# Třetí buddhistický koncil
Ke třetímu buddhistickému koncilu mělo podle tradice dojít někdy kolem roku 250 př. n. l., avšak některé prameny uvádějí, že se konal již pár let po druhém koncilu. Ústřední postavou třetího koncilu se stal mnich Bhadra Mahádéva, který výrazným způsobem zmírnil kritéria pro rozpoznání arhata. Tvrdil, že arhat může:
1. Mít noční erotické sny i poluci (v noci ho svedou nebeské nymfy, Márovy dcery)
2. Být neznalý v některých věcech (a zcela se tak nezbavil nevědomosti (sa. Avidždžáavidjá)
3. Být na pochybách ve věcech týkajících se nauky
4. Získat poučení od druhých
5. Dosáhnou pokroku na duševní cestě pomocí pronesení magických formulí (dháraní)

Toto téma, se zvláštním ohledem na noční poluci, se stalo velmi diskutované ve většině klášterů a způsobilo další spory.
Jelikož byl koncil svolán mahásanghiky, théravádinové jej neuznávají za buddhistický koncil a na místo něj pokládají setkání sanghy v roce 244 př. n. l. v Patáliputře. V Patáliputře však mniši pouze shledali, že rozkol mnišské obce je definitivní. Rok 244 př. n. l. je pokládán za rok, kdy se ustanovila škola théravádinů a z jejich obce byli vyloučeni všichni ti, kdo nesouhlasili s jejich naukou.